# Kordyliera Środkowa (Kolumbia)
Kordyliera Środkowa (hiszp. Cordillera Central) – pasmo górskie w Kolumbii, część Andów. Rozciąga się z północy na południe na długości około 1000 km, pomiędzy Kordylierą Zachodnią, od której oddziela ją dolina rzeki Cauca, a Wschodnią, oddzieloną doliną rzeki Magdalena.
W paśmie znajduje się kilka czynnych wulkanów, w tym najwyższy szczyt – Nevado del Huila (5364 m n.p.m.), a także m.in. Nevado del Ruiz (5311 m n.p.m.), Nevado del Tolima (5215 m n.p.m.), Nevado de Santa Isabel (5100 m n.p.m.) oraz Nevado del Quindío (4760 m n.p.m.).